# Limax bielzii
Limax bielzii (auch inkorrekt bielzi geschrieben) ist eine Nacktschnecken-Art aus der Familie der Schnegel (Limacidae), die zur Unterordnung der Landlungenschnecken (Stylommatophora) gehört.

## Merkmale
Limax bielzii wird ausgestreckt bis über 20 cm lang. Der Körper ist schlank und spitz nach hinten ausgezogen. Der Mantel nimmt etwa ⅓ der Körperlänge ein, ist vorne gerundet, nach hinten zu einer kleinen stumpfen Spitze ausgezogen. Der Körper ist hellbraun, ockergelb bis zinnoberrot gefärbt, wobei der Mantel noch etwas intensiver als der Rücken gefärbt ist. Die seitlichen Körperpartien werden von oben nach unten, zur Fußsohle hin immer heller. Der Kiel ist auf die hintere Hälfte des Rückens hinter dem Mantelschild beschränkt. Er hat die gleiche Farbe wie der Rücken, ist seltener auch anders gefärbt. Bei solchen Exemplaren kann die Mittellinie bis zum hinteren Mantelrand ziehen. Bei diesen Exemplaren kann die rote Mittellinie beiderseits dunkler gesäumt sein und je eine etwas dunklere seitliche Längsbinde vorhanden sein. Der Fußsaum ist schwärzlich gefärbt, die Fußsohle ist dreigeteilt, wobei das Mittelfeld hell, die Seitenfelder meist dunkler sind. Die Sohle kann aber auch einheitlich hell gefärbt sein. Der Kopf und die Fühler sind dagegen schwärzlich gefärbt. Zwischen Mittellinie und Atemloch sind etwa 25 Hautfurchen vorhanden. Das Atemloch ist schwärzlich umrandet. Der vergleichsweise dünnflüssige Schleim der Fußsohle ist farblos, der Körperschleim ist bei der roten Morphe rot, bei der hellbraunen Morphe gelblich.
Im Genitalapparat erreicht der Penis etwa die Hälfte der Körperlänge; er ist stark gewunden und walzenförmig. Der Retraktor setzt am Apex des Penis an, auch der Samenleiter mündet dort. Der Spermovidukt ist dünn, lang und weißlich. Der Samenleiter ist ebenfalls recht lang und mit dem Penis über die gesamte Länge durch ein Häutchen verbunden. Die Spermathek ist eiförmig mit einem kurzen Stiel. Der freie Eileiter ist im vorderen Abschnitt walzenförmig erweitert. Das Atrium ist stark reduziert und recht klein.
Das Schalenplättchen ist etwas unregelmäßig oval geformt. Der Nukleus ist erhaben, liegt fast am unteren Rand, leicht nach links verschoben. Auf der Oberseite sind deutliche Anwachsstreifen vorhanden.

### Ähnliche Arten
Limax bielzii ist in der Anatomie dem Schwarzen Schnegel (Limax cinereoniger) sehr ähnlich. Lediglich der Penis von Limax bielzii ist geringfügig kürzer und dünner als der Penis von Limax cinereoniger. Die Tiere sind hellbraun bis zinnoberrot gefärbt, im Gegensatz zu meist grauschwarzen Farben und einer meist vorhandenen Zeichnung bei Limax cinereoniger. Gerhardt (1935) beschreibt zwei Farbmorphen von L. bielzii, eine hellbraune Morphe und eine zinnoberrote Morphe ohne farbliche Übergänge.

## Geographische Verbreitung und Lebensraum
Die Art scheint sehr selten zu sein. Nachweise liegen bisher nur aus Niederösterreich, der nördlichen Steiermark, dem Pieniny-Gebirge (Polen) und aus den mährischen Beskiden (Tschechien) vor.
Limax bielzii lebt in mittelfeuchten Laubmischwäldern auf Kalkboden.

## Lebensweise
Die Art ist nachtaktiv. Über die Ernährung im natürlichen Biotop ist wenig bekannt. In Gefangenschaft wurden sie mit frischen Pflanzenmaterial gefüttert.
Die Artbarriere wird bei den Vertretern der Schnegel durch ein häufig sehr komplexes, oft über Stunden andauerndes Kopulationsritual aufrechterhalten, während die Anatomie oft erstaunlich ähnlich ist. Das Paarungsritual von Limax bielzii ist durch Ulrich Gerhardt, unter Laborbedingungen sehr gut untersucht und dokumentiert worden. Meist findet ein paarungsbereites Exemplar ein anderes paarungsbereites Exemplar, indem es dessen Schleimspur folgt. Haben sich die beiden Exemplare getroffen, setzt eine oft über eine Stunde dauernde Verfolgung ein, bei der der Verfolger den Verfolgten immer wieder an der Schwanzspitze leckt. An einer senkrechten Wand, ca. 70 cm über dem Boden, bog das verfolgte Tier seinen Kopf nach rechts hinten zurück. Der Verfolger hielt in gestreckter Position inne, und das verfolgte Tier begann nun dessen Kopf zu belecken. Danach umschlangen sich die Vorderkörper, wobei die jeweiligen Fußsohlen etwa zur Hälfte (der Länge) an der Unterlage angeheftet blieben. Die Vorderkörper wurden so gedreht, dass bei überkreuzten Köpfen die Genitalporen nebeneinander zu liegen kamen und abwärts zeigten. Dann traten die Penes bereits etwas spiralig gedreht auf 2 cm Länge in etwa 4 mm Abstand voneinander aus den Genitalöffnungen aus. Bereits in dieser Länge suchten sie sich und umwanden sich auf dieser Länge. Erst danach wurden sie zu voller Länge ausgestülpt, sie umschlangen sich dabei recht eng und schraubenförmig. Die Basis dieses Gebildes ist weiß, ein folgendes größeres Stück dunkelbläulich, das letzte Drittel wieder weißlich. Nach der vollständige Ausstülpung der Penes werden die sogenannten Kämme aufgerichtet, die sich zur Penisspitze hin schaufelartig verbreitern und sich drehen. Bereits in dieser Phase gleiten die Spermapakete im Penis zur Spitze hin herab. Nun erfolgt die Übertragung der Spermapakete. Während sich die Penes weiterdrehen, schließen sich die Kämme um den Penis des jeweiligen anderen Partners und übertragen die Spermamasse auf den Penis des anderen Partners. Danach beginnt die Einziehung und Trennung der Partner. Bereits nur zwei Minuten nach der Spermaübertragung waren die beiden Partner wieder voneinander getrennt. Die Penes waren noch nicht ganz zurückgezogen, sondern hingen noch bis zu einer Länge von vier Zentimetern aus der Genitalöffnung heraus. Wiederum nach nur etwa zwei Minuten waren sie vollständig zurückgezogen. Die eigentliche Kopulation dauerte somit weniger als 10 Minuten, verglichen mit etwa 20 Minuten beim Schwarzen Schnegel (Limax cinereoniger) also nur halb so lang. Auch das Vorspiel verläuft beim Schwarzen Schnegel anders, das Einziehen der Penes erfolgt langsamer.
Die Eier werden im August abgelegt, in einem Gelege wurden bis zu 95 Stück gezählt, die meist lose, selten auch in Schnüren gereiht sind. Die Form variiert von kugelig bis elliptisch und oval. Die Größe ist sehr unterschiedlich, im Durchmesser von etwa 4 mm bis zu 9 mm reichend. Die Jungen schlüpfen nach etwa vier Wochen und sind dann 22 bis 24 mm lang (ausgestreckt). Sie sind blass, mit einem rötlichen Ton und durchscheinend. Das Schälchen im Mantel schimmert durch. Nach etwa einem Monat werden die Tierchen mehr rötlichgrau und bekommen eine schwärzliche Längsbinde auf den Seiten; der Mantel wird dunkler. Die Tiere werden etwa zwei Jahre alt.

## Taxonomie
Das Taxon wurde von Hermann Seibert 1873 erstmals wissenschaftlich als Limax Bielzii beschrieben. Das Typmaterial stammte aus der Nähe von „Mistek“ (heute Frýdek-Místek, Tschechien). Die systematische Stellung war in der Vergangenheit etwas umstritten, da manche Autoren das Taxon nicht als selbständige Art anerkennen, sondern es als Unterart des Schwarzen Schnegels (Limax cinereoniger) auffassten. Es gibt jedoch deutliche Unterschiede im Verhalten (Paarungsritual) und kleinere Unterschiede in der Anatomie, die eindeutig für einen Artstatus sprechen. In einigen Publikationen ist auch die inkorrekte Schreibweise bielzi zu finden.

## Belege

### Online
- AnimalBase - Limax bielzii